# PackBot

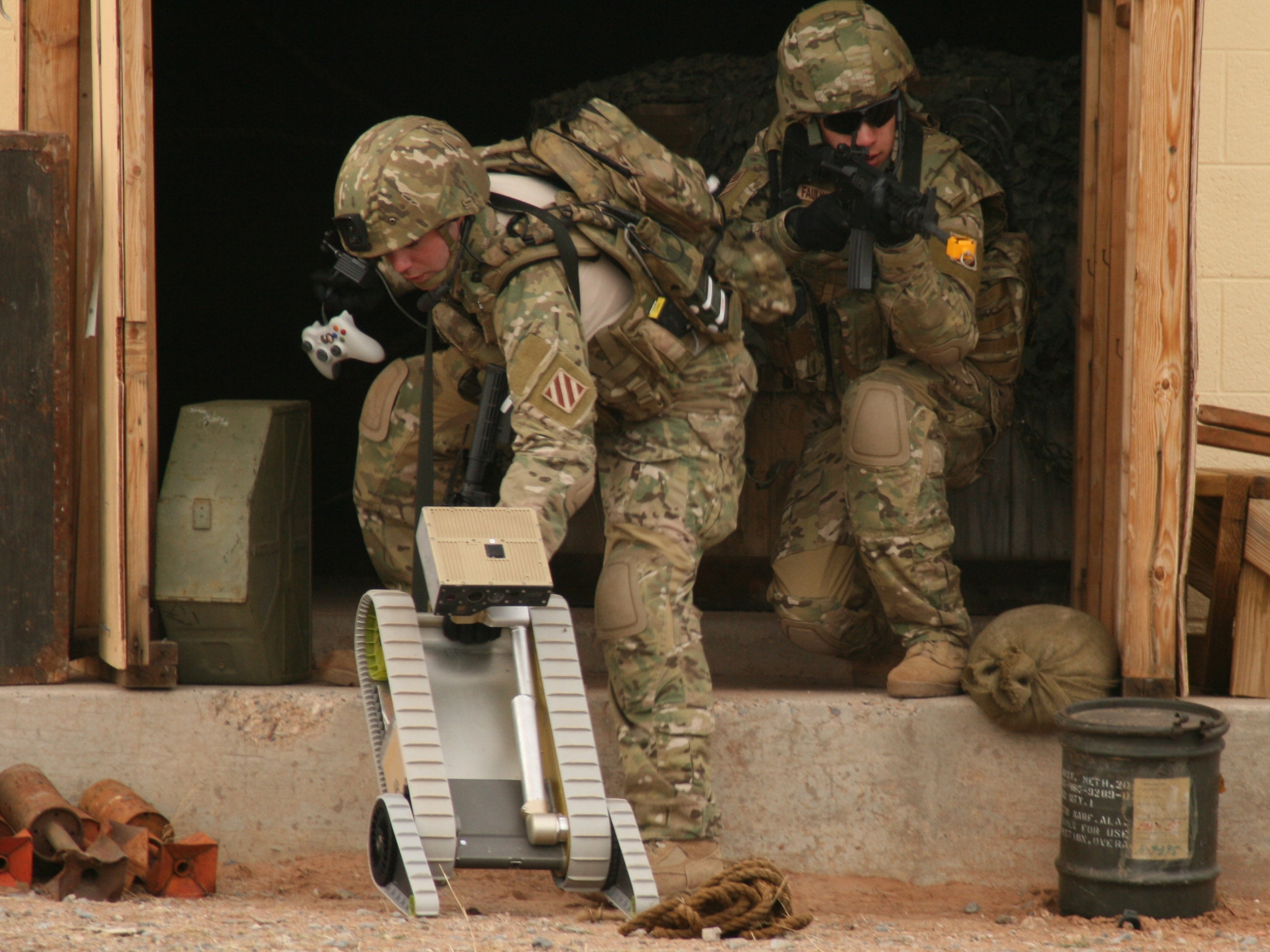
1. Februar 2007 Fort Bliss, Soldaten mit einem SUGV. Gut zu sehen das Minidisplay vor dem Auge und der Xbox-360-Controller zum Steuern

PackBot ist eine Reihe militärischer Roboter des Herstellers  iRobot.

## Einsatz

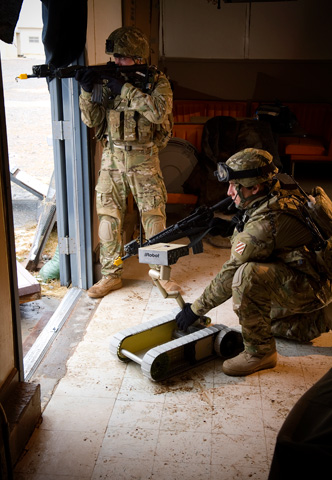
Soldaten mit SUGV

Der Roboter erlaubt es den Einsatzkräften in sicherer Distanz und in Deckung Gebäude, Bunker, Höhlen, Tunnel, Kanalisation und Ruinen auszuspähen. Auf diese Weise sollen feindliche USBVs, Minen, Waffenlager und Soldaten erkannt werden.
Der PackBot wurde seit 2002 von US-Truppen in Afghanistan eingesetzt, seit 2003 auch im Irak bei Häuserkämpfen und Fahrzeugkontrollen. Im Jahr 2007 waren weltweit mehr als 800 PackBots im Dienst.

## Technik
Der kleine Roboter wiegt in der derzeit eingesetzten PackBot-Variante 18 Kilogramm (spätere Versionen sollen weniger als 15 Kilogramm wiegen) und erreicht eine Höchstgeschwindigkeit von 14 Kilometern pro Stunde. Der Roboter besitzt neben einer normalen Gummikette, mit der er bis zu sechzigprozentige Steigungen überwinden kann, noch so genannte Flipper. Diese „Vorketten“ sind um 360 Grad drehbar und ermöglichen es dem Fahrzeug höhere Hindernisse zu überwinden, sich „auf Zehenspitzen zu stellen“ oder sich um 180 Grad zu kippen falls der PackBot mit dem Fahrzeugboden nach oben liegt oder Treppen zu befahren. Der Roboter ist bis zu zwei Metern Wassertiefe tauchfähig und kann durch Fenster geworfen werden.

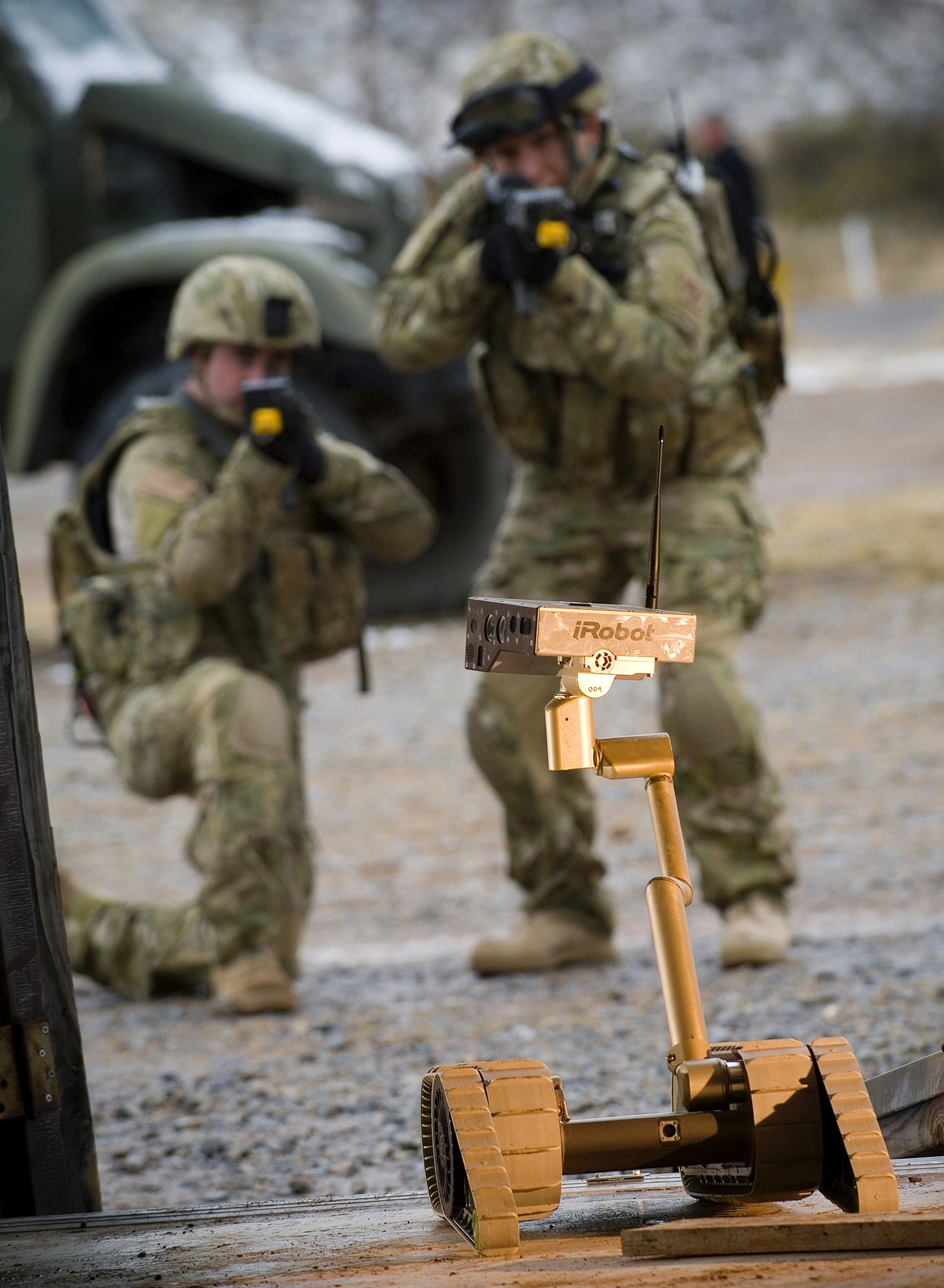
SUGV beim FCS-Experiment 1.1, im Hintergrund Soldaten mit MILES

Das SUGV enthält einen GPS-Empfänger und einen elektronischen Kompass. Optische- und Infrarotsensoren, die sich in dem „Kopf“ befinden, können durch den „Hals“ bis zu 0,5 Meter hoch ausgefahren werden. Er wird von einem Pentium-Prozessor kontrolliert, sein modularer Aufbau enthält USB-Anschlüsse, Ethernet und Netzwerkfähigkeit. Die Steuerung erfolgt entweder über einen Laptop-PC, oder ein Minidisplay vor dem Auge des Bedieners und einem Steuercontroller in seiner Hand.

## Technische Daten
- Halslänge: 0,5 m Hals
- Preis: ca. 45.000 US-Dollar
- Höchstgeschwindigkeit: 14 km/h
- Kopf: 360° Sucherrotation
- Kletterfähigkeit: bis zu 60 % Steigung
- Tauchen: bis zu 2 m tief
- Gewicht: 18 kg, später <15 kg

## XM1216 Small Unmanned Ground Vehicle (SUGV)
Das XM1216 Small Unmanned Ground Vehicle (SUGV) ist ein Projekt zur Entwicklung eines ferngesteuerten, leichten Aufklärungsroboters. Er basiert auf dem PackBot Explorer. Eine weitere Version soll zum Aufspüren von chemischen Kampfstoffen geeignet sein. Die Auslieferung der Basisversion begann 2008 zu Erprobungszwecken.
Die weiterentwickelte Variante soll mit einer Batterieladung bis zu sechs Stunden eingesetzt werden können, oberirdisch bis zu einem Kilometer und in Tunneln bis zu 200 Meter von der Steuerung entfernt arbeiten können.